# Gerd Winner
Pour les articles homonymes, voir Winner.

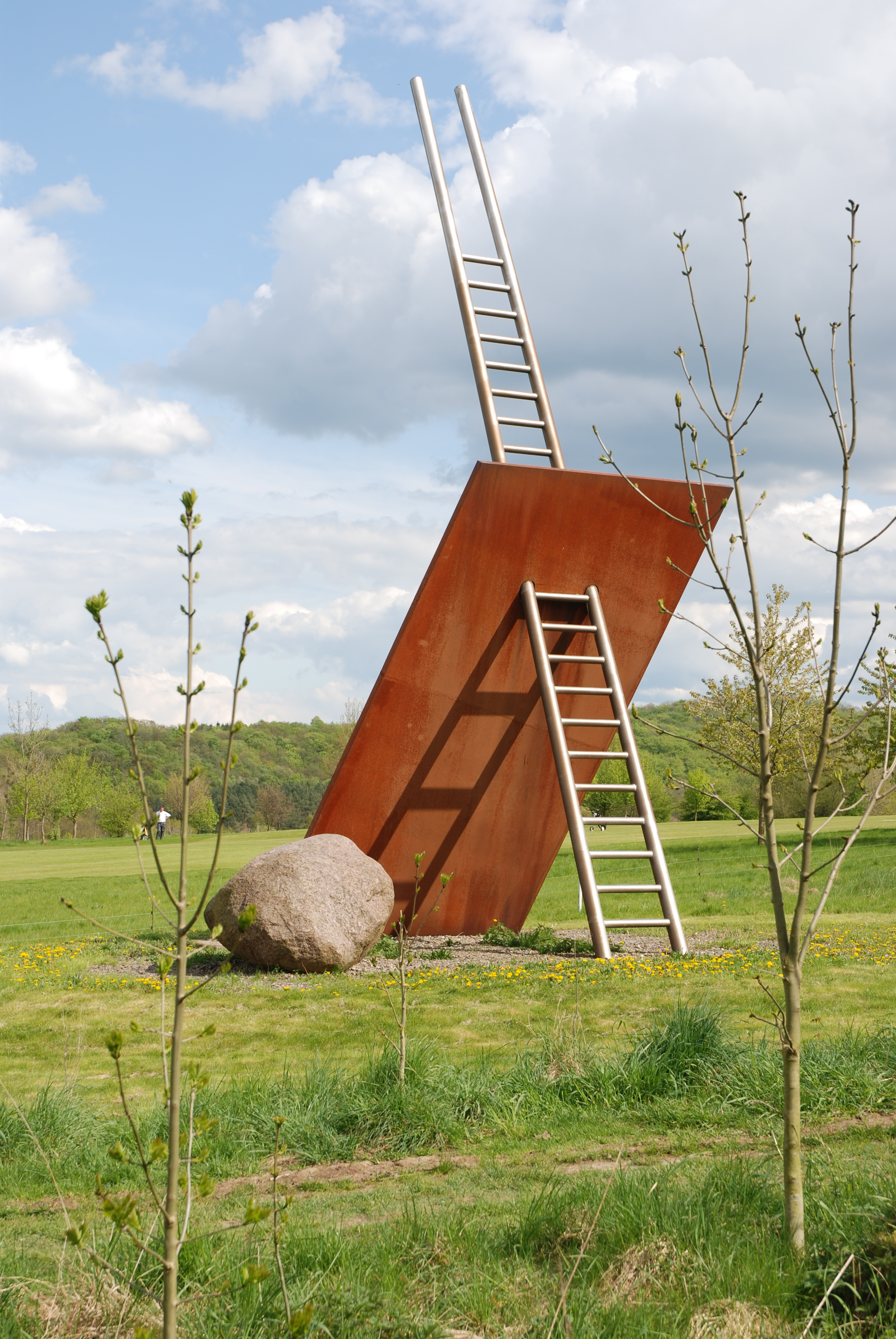
Jakobsleiter (2000), parcours de sculptures Salzgitter-Bad

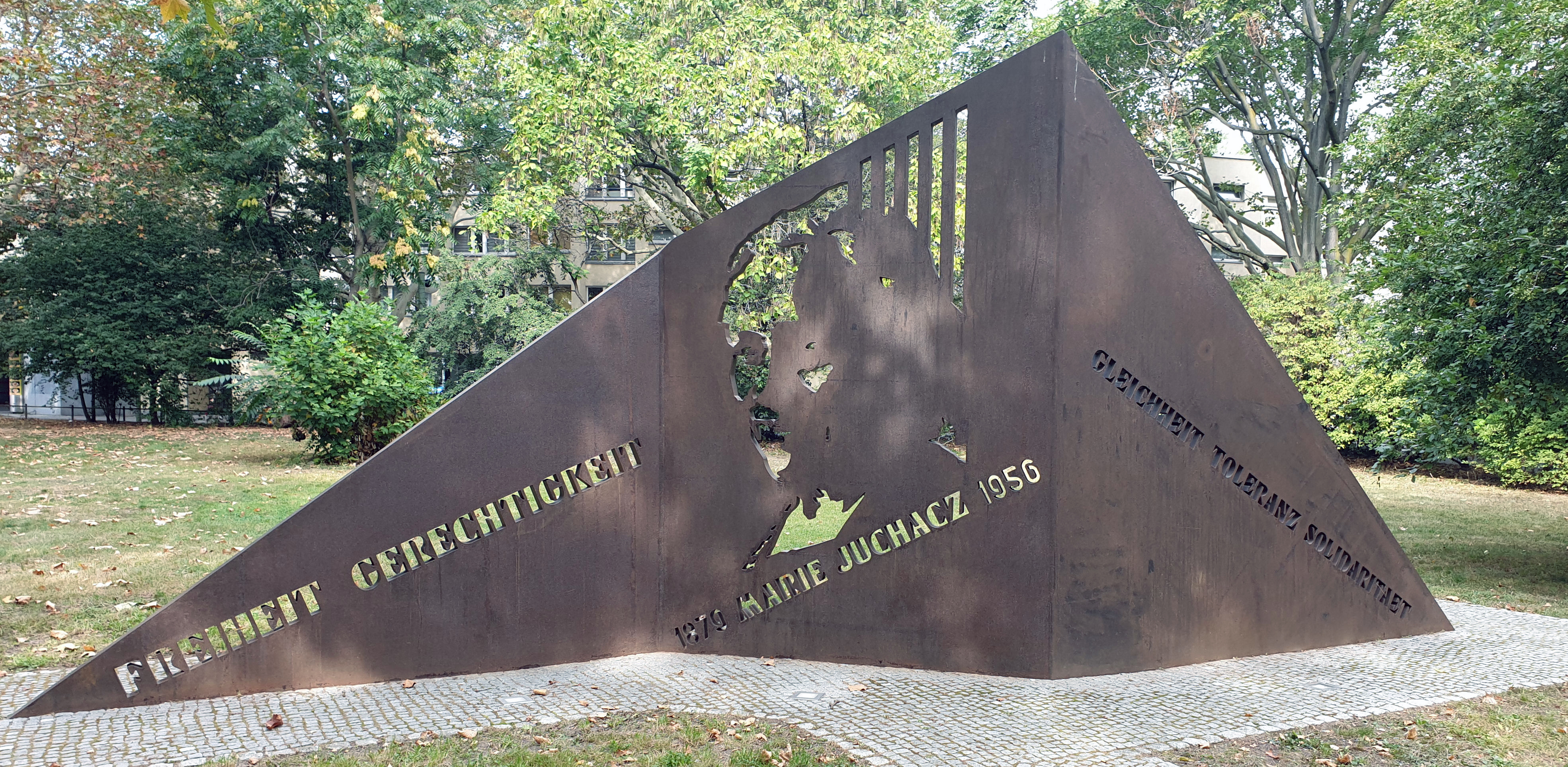
Marie Juchacz, Gitschiner Straße 110, à Berlin-Kreuzberg

Gerd Winner (né le 8 octobre 1936 à Brunswick en Allemagne) est un artiste peintre, sculpteur et graphiste allemand.

## Biographie et œuvre
Gerd Winner étudie la peinture à l'Université des arts de Berlin de 1956 à 1962 et exerce l'activité d'élève-maître auprès de Werner Volkert en 1961-1962. Peintre et graphiste indépendant à Berlin, Brunswick et Londres, il s'installe à Berlin en  1964. À partir de 1975, il est professeur de peinture et de graphisme à l'Académie des beaux-arts de Munich. En 1974, il élit domicile au palais baroque de Liebenburg, situé sur le site de l'ancien château de Liebenburg, en Basse-Saxe.
Ses œuvres sont exposées dans des musées et galeries internationaux. En 1977, il participe à la documenta 7 organisée par Manfred Schneckenburger à Cassel. Le tableau End en acrylique sur toile de 1981 fournit un bel exemple de son activité artistique pendant cette période.
Winner est notamment connu pour ses œuvres grand format dans l'espace public utilisant la technique de la sérigraphie artistique, qu'il a réalisées en collaboration avec Chris Prater (Kelpra Studio London). On retiendra les vastes cycles graphiques de London Transport, London Docks, Roadmarks, New York Times Square, transposition artistique de la culture et des structures urbaines, ainsi que la conception artistique des églises dominicaines Saint-Albert-le-Grand à Brunswick et Heilig Kreuz à Cologne. En 2000, Gerd Winner conçoit et construit l'espace de la « Maison du Silence » - une sculpture où l’on peut évoluer librement - sur le site de l'ancien camp de concentration de Bergen-Belsen. Les visiteurs peuvent s'y rassembler et s'y arrêter. La conception et l'exécution de cet espace reflètent toute la brutalité et le mépris de l’être humain que respire ce lieu.
Le 17 février 2008, un retable qu'il a créé est inauguré dans l'église paroissiale de l'Assomption à Bad Gandersheim. Le sanctuaire a été repensé en 2004 selon les plans de l'architecte hanovrien Klaus Determan.
Les œuvres de l'artiste se trouvent dans la collection de la Tate Gallery de Londres.

## Prix et distinctions
Gerd Winner a reçu de nombreux prix nationaux et internationaux pour ses réalisations artistiques, notamment :    
- 1969 : Prix d'art graphique de la ville de Wolfsburg
- 1972 : Prix de la critique allemande pour les beaux-arts, Berlin
- 2011 : Citoyen d'honneur de Liebenburg[4]

## Publications
- Urbane Strukturen 1980-1990, avec des contributions de E. A. Quensen, B. Holeczek, L. Romain, R.W. Gassen et E. Roters, Lamspringe, 1991
- Stadt Raum 1968-1996, monographie de son œuvre, avec des contributions de L. Romain, M. Boetzkes, P. Gilmour, E. Roters, H.A. Gunk, E.A. Quensen et H. Mersmann, Lamspringe, 1996
- Braunschweig, unsere Stadt, ouvrage illustré en collaboration avec Eckhard Schimpf, Édition Braunschweiger Zeitung, 2002
- Urbane Strukturen Berlin-New York 2006, directeur : E. A. Quensen, Lamspringe

## Littérature secondaire
- Dieter Blume (Hrsg.), Winner. Bilder und Graphik 1970-1980, texte de Pat Gilmour et Lothar Romain, avec registre de ses sérigraphies 1968-80, Brunswick, 1980.
- Wieland Schmied, GegenwartEwigkeit. Spuren des Transzendenten in der Kunst unserer Zeit, Martin-Gropius-Bau, Berlin, 7 avril au 24 juin 1990, Édition Cantz, Stuttgart, 1990  (ISBN 3-89322-179-4).
- Christian W. Thomsen, Gerd Winner. Berlin-London-New York, Urbane Strukturen, Munich, 1998.
- Förderverein 'Haus der Stille': Bergen-Belsen – Haus der Stille. Begehbare Skulptur; House of Silence. Walk-in Sculpture, Hanovre, 2000.
- Jürgen Conrad/Marianne Winter, Schloss Gifhorn; Wandlungen , Historisches Museum Schloss Gifhorn, Gifhorn, 2012  (ISBN 978-3-929632-90-3).